# Ghuar Mota
Ghuar Mota (ou Guhar Moti) est un village du District de Kutch dans l'état indien de Gujarat.
La population était de 242 habitants en 2010.
C'est le point habité le plus à l'ouest de l'Inde, à l'est du delta de l'Indus.